# Pablo M Berutti

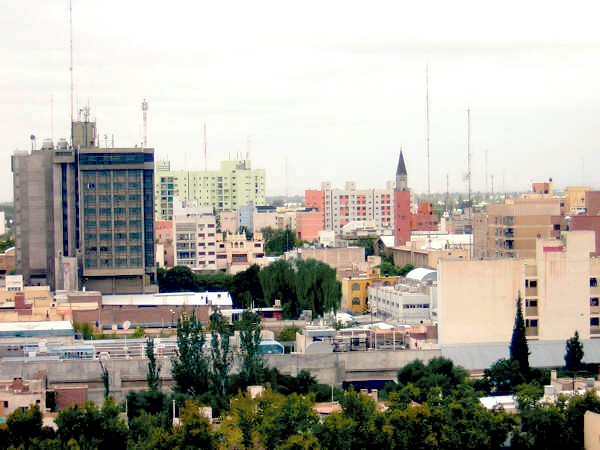
Vista de la ciutat de San Juan on va néixer Pablo M. Berutti

Pablo M. Berutti (San Juan de la Frontera, Argentina, 24 de setembre de 1870 - 1916) fou un compositor argentí, fill de l'il·lustre pròcer de la independència Antonio Luis Berutti i germà del també compositor Arturo.
Inicià els estudis musicals a la seva ciutat nadiua i els continuà al Conservatori de Leipzig, on fou pensionat pel Govern argentí, realitzant tals progressos que, al cap de poc, s'executà en aquell centre un ofertori de la seva composició que fou molt elogiat.
Posteriorment va compondre un gran nombre d'obres, d'estil ric i divers, tals com quintets, quartets, romances i, sobretot, una col·lecció de sonates per a piano que consta de 60 números i es considera entre el millor que va produir Berutti.
També és autor de les òperes Cochabamba i El Paraíso Perdido.
Entre altres alumnes va tenir en Felipe Boero.